# Цапиевка
Цапиевка (укр. Цапіївка) — село, входит в Сквирский район Киевской области Украины.
Население по переписи 2001 года составляло 304 человека. Почтовый индекс — 09013. Телефонный код — 4568. Занимает площадь 1,59 км². Код КОАТУУ — 3224083202.

## Местный совет
09013, Київська обл., Сквирський р-н, с.Кривошиїнці, вул.Сквирська,87